# Inteligencia artificial para operaciones informáticas
Inteligencia artificial para operaciones informáticas (AIOps, en inglés) es un término acuñado por Gartner en 2016 como una categoría de tecnología analítica de aprendizaje automático (AA) que mejora el análisis de operaciones de informáticas. AIOps es el acrónimo de «Operaciones de inteligencia artificial». Dichas tareas de operación incluyen automatización, monitoreo de desempeño y correlación de eventos, entre otras.
Hay dos aspectos principales de una plataforma AIOps: el aprendizaje automático (AA) y los macrodatos. Con el fin de recopilar datos de observación y datos de compromiso que se pueden encontrar dentro de una plataforma de macrodatos y que requieren un cambio de los datos informáticos segregados por secciones, se implementa una estrategia holística del análisis y del AA contra los datos de informáticos combinados.
El objetivo es permitir la transformación de la informática, recibir conocimientos continuos que proporcionen correcciones y mejoras continuas a través de la automatización. Esta es la razón por la cual AIOps puede verse como 'IC/EC' para las funciones centrales informáticas.
Dada la naturaleza inherente de las operaciones informáticas, que están estrechamente vinculadas a la implantación de la nube y a la gestión de aplicaciones distribuidas, las AIOps han llevado cada vez más a la fusión del AA y la investigación en la nube.

## Proceso
Los datos normalizados son aptos para ser procesados a través de algoritmos de AA para reducir automáticamente el ruido e identificar la causa probable de los incidentes. El resultado principal de dicha etapa es la detección de cualquier comportamiento anormal de los usuarios, dispositivos o aplicaciones.
La reducción del ruido se puede realizar por varios métodos, pero la mayoría de las investigaciones en el campo apuntan a las siguientes acciones:
1. Análisis de todas las alertas entrantes;
2. Eliminar duplicados;
3. Identificar los positivos falsos;
4. Detección y análisis precoz de anomalías, fallos y averías (AFF)[14]

Detección de anomalías: otro paso en cualquier proceso AIOps se basa en el análisis del comportamiento pasado de los usuarios, equipos y aplicaciones. Cualquier cosa que se desvíe de ese principio de comportamiento se considera inusual y se marca como anormal.
La determinación de la causa generalmente se realiza al pasar las alertas entrantes a través de algoritmos que tienen en cuenta los eventos correlacionados, así como las dependencias de la topología. Los algoritmos en los que la IA basa su funcionamiento pueden ser influenciados directamente, esencialmente «formándolos».

## Uso
Un uso muy importante de las plataformas AIOps está relacionado con el análisis de conjuntos de datos grandes y desconectados, como los datos de Johns Hopkins Covid-19 publicados a través de GitHub. Los datos de este ejemplo se extraen de una gran cantidad de bases de datos no normalizadas: datos agregados (10 fuentes), datos regionales de EE. UU. (113 fuentes) y datos de otros países. (37 fuentes), que no se pueden utilizar teniendo en cuenta el tiempo de respuesta de emergencia necesario para los modelos de análisis tradicionales.
En general, las áreas principales de uso de las plataformas y principios de AIOps son
- Automatización de tareas (DevOps)
- Plataformas de aprendizaje automático
- Realidad aumentada
- Simulaciones basadas en agentes
- Internet de las cosas (IoT)
- Hardware optimizado para IA
- Generación de lenguaje natural
- Plataformas de transmisión de datos
- Inteligencia empresarial y analítica conversacional

- Pruebas de implementación e integración[18]
- Configuración del sistema[18]
- Supervisión de la calidad del servicio y detección de anomalías[18]
- Programación y optimización de recursos[18]
- Gestión y predicción de capacidad/carga de trabajo[18]
- Predicción de fallos de hardware/software[18]
- Autodiagnóstico y localización de problemas[18]
- Gestión de incidencias[18]
- Reparación de servicio automático[18]
- Gestión de centros de datos[18]
- Atención al cliente[18]
- Seguridad[18]
- Privacidad[18]